# 高欄語
高欄語是越南北部的一種壯傣語支語言，為山澤族高欄支族所使用的語言；而山澤本族使用的語言為一種漢語變體。根據張高峰 (Pittayaporn 2009) 的研究，與之最接近的語言為中國邊境崇左、上思地區所使用的壯語。民族語將兩者都歸類為邕南壯語。高欄語、崇左壯語與上思壯語構成壯傣語支下的第一分支 (Pittayaporn 2009)。

## 人口分布

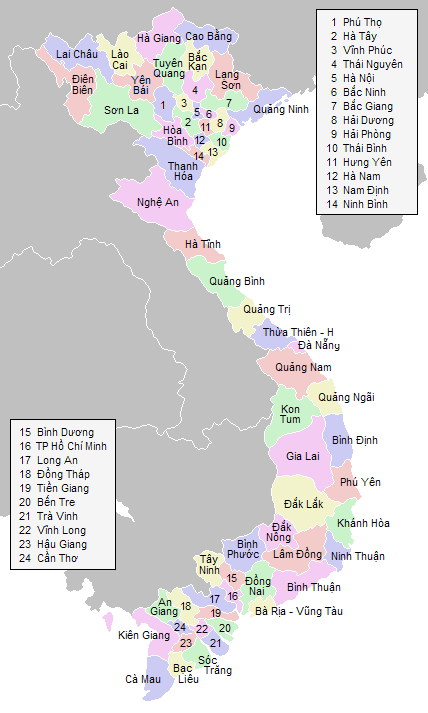
越南省份

高欄語使者者為越南宣光省的高欄-山澤族。根據族人的說法，高欄人與山澤人約在四百年前從中國南部遷移並合為一群，儘管他們所使用的語言並不相同。值得注意的是，他們都使用漢字來記錄自己的語言。在越南下列省分中也有少數的高欄人。(Gregerson & Edmondson 1998)。
- 安沛省
- 太原省
- 永福省
- 北江省
- 諒山省
- 廣寧省

## 分類系譜
山澤本族所說的語言為一種漢語變體，而高欄支族所說的語言為壯傣語。 格雷戈尔森與艾杰瑞 (Gregerson & Edmondson 1998) 認為高欄語具有北部台語支及中部台語支的特徵。類似於廣西北部的誒話，在高欄語中也看到受廣西平話影響的成份。奥德里库尔 (Haudricourt 1973) 認為在南向遷移的歷史過程中，高欄族人停駐於廣西時使用的是某一形式的壯傣語。而另一方面，現今使用漢語山澤族可能曾為苗瑤語使用者（廣西防城港市的瑤族人自稱即為 san˧ tɕai˧）。現今使用漢語變體山澤人多居住於廣寧省，而高欄人大多集中在宣光省、太原省、以及北江省。

## 外部連結
- The classification of the Caolan languages （页面存档备份，存于） (David Strecker)